# Слатино (Кюстендилская область)
Слатино (болг. Слатино) — село в Болгарии. Находится в Кюстендилской области, входит в общину Бобошево. Население составляет 517 человек.

## Политическая ситуация
В местном кметстве Слатино, в состав которого входит Слатино, должность кмета (старосты) исполняет Сашка Димитрова Тренева (Граждане за европейское развитие Болгарии (ГЕРБ)) по результатам выборов правления кметства.
Кмет (мэр) общины Бобошево — Милчо Георгиев Орозов (Болгарская социал-демократия (БСД)) по результатам выборов 2007 года в правление общины.